# Октябрьский (Плавский район)
Октябрьский — посёлок в Плавском районе Тульской области России.
В рамках административно-территориального устройства является центром Октябрьского сельского округа Плавского района, в рамках организации местного самоуправления включается в Пригородное сельское поселение.

## География
Расположен на реке Плава, в 6 км к северо-западу от города Плавска, в 53 км к юго-западу от центра Тулы.
На востоке примыкает к посёлку Красная Нива.

## Население
| 2002 | 2010 |
| ---- | ---- |
| 659  | ↘491 |

Население — 491 чел. (2010).